# セヴン・ウィッシーズ
『セヴン・ウィッシーズ』（7 Wishes）は、ナイト・レンジャーが1985年に発表した3作目のスタジオ・アルバム。

## 背景
バンドは1985年1月より本作のレコーディングに入った。ただし、「インターステイト・ラヴ・アフェア」は1984年公開のアメリカ映画『りんご白書』のサウンドトラック・アルバムで既に発表されており、本作にはリミックスやギター・ソロの再録音がなされた別ヴァージョンが収録された。クレジットには記載されていないが、「ナイト・マシーン」にはモトリー・クルーのヴィンス・ニールとトミー・リーが参加してバッキング・ボーカルを担当。「ディス・ボーイ・ニーズ・トゥ・ロック」は、1985年公開のアメリカ映画『エクスプロラーズ』のサウンドトラックに提供された。
レコーディング終了後、バンドは4月から5月にかけて日本公演を行い、その時点では未発表だった「セヴン・ウィッシーズ」「フェイセズ」「センチメンタル・ストリート」「ディス・ボーイ・ニーズ・トゥ・ロック」を演奏した。

## 反響
本作はセールス的に成功を収め、ナイト・レンジャーのアルバムとしては唯一全米トップ10入りを果たして、1985年11月にはRIAAによってプラチナディスクに認定された。
本作からの第1弾シングル「センチメンタル・ストリート」はBillboard Hot 100で8位、『ビルボード』のメインストリーム・ロック・チャートで3位に達して、「シスター・クリスチャン」に続く2作目の全米トップ10ヒットとなった。その後、「フォー・イン・ザ・モーニング」はBillboard Hot 100で19位、メインストリーム・ロック・チャートで13位に達し、「グッドバイ」はBillboard Hot 100で17位、メインストリーム・ロック・チャートで16位に達した。

## 収録曲
1. セヴン・ウィッシーズ - "Seven Wishes" (Blades) - 4:54
2. フェイセズ - "Faces" (Kelly Keagy, Jack Blades, Alan Fitzgerald) - 4:11
3. フォー・イン・ザ・モーニング - "Four in the Morning" (Blades) - 3:52
4. アイ・ニード・ア・ウーマン - "I Need a Woman" (Blades) - 4:39
5. センチメンタル・ストリート - "Sentimental Street" (Blades) - 4:11
6. ディス・ボーイ・ニーズ・トゥ・ロック - "This Boy Needs to Rock" (J. Blades, Brad Gillis) - 3:59
7. アイ・ウィル・フォロー・ユー - "I Will Follow You" (A. Fitzgerald, J. Blades) - 4:15
8. インターステイト・ラヴ・アフェア - "Interstate Love Affair" (Blades) - 3:13
9. ナイト・マシーン - "Night Machine" (J. Blades, K. Keagy, B. Gillis) - 4:33
10. グッドバイ - "Goodbye" (Jeff Watson, J. Blades) - 4:19

## 参加ミュージシャン
- ジャック・ブレイズ - リード・ボーカル、ベース
- ケリー・ケイギー - リード・ボーカル、ドラムス
- ブラッド・ギルス - ギター、バッキング・ボーカル
- ジェフ・ワトソン - ギター
- アラン・フィッツジェラルド - キーボード、バッキング・ボーカル

アディショナル・ミュージシャン
- ヴィンス・ニール - バッキング・ボーカル(#9)
- トミー・リー - バッキング・ボーカル(#9)